# Gonystylus keithii
Espèce
Statut de conservation UICN

 VU A1cd+2cd : Vulnérable
Gonystylus keithii est une espèce de plantes de la famille des Thymelaeaceae.

## Publication originale
- Kew Bulletin 2(1): 13–15. 1947. (9 Oct 1947)